# Stewart Copeland
Stewart Armstrong Copeland (Alexandria, Virginia; 16 de julio de 1952) es un músico, compositor y multiinstrumentista estadounidense, conocido por ser uno de los miembros originales del power trio de rock británico The Police.
Es ampliamente considerado como uno de los mejores y más influyentes bateristas de la era del rock de todos los tiempos. Su manera de ejecución en el instrumento influyó en afamados y diversos bateristas, tales como Dave Lombardo, Joey Jordison, Igor Cavalera, Travis Barker, Chad Smith, José Pasillas, Taylor Hawkins, Danny Carey, Marco Minnemann, Álex González, entre otros.
Si bien es zurdo, Copeland toca la batería como un baterista diestro. Durante sus años con The Police, se hizo conocido por ser pionero de los tambores octoban.
En enero de 2011, Stewart Copeland fue elegido como el segundo mejor baterista de la historia del rock, según la lista de los 10 más destacados bateristas, elaborada por la revista musical Q. Asimismo, la revista Rolling Stone lo colocó en la posición #10 en su lista "100 Greatest Drummers of All Time".

## Biografía
Stewart Armstrong Copeland, nació el 16 de julio de 1952, en Alexandria, Virginia. El menor de cuatro hermanos e hijo de Miles Copeland Jr., exagente de la CIA, y además trompetista de Glenn Miller Orchestra, y de Lorraine Adie, arqueóloga.
Stewart Copeland comenzó a tocar la batería a la edad de 8 años, realizando su primer concierto a los 12, como baterista de The Nomads, en el American Beach Club de Beirut, Líbano. Previamente, Stewart fue batería de varios grupos de rock progresivo entre fines de los '60 y principios de los '70, siendo más recordado su paso por Curved Air entre 1975 y 1976.
Miembro fundador de The Police, junto a Sting y Henry Padovani (luego reemplazado por Andy Summers). Alternativamente a su estancia en The Police editó varios EP bajo el seudónimo Klark Kent, y posteriormente a The Police formó parte de conjuntos como "Animal Logic" o el más reciente "Oysterhead", junto al bajista y cantante de "Primus", Les Claypool y el guitarrista y cantante de "Phish", Trey Anastasio. Acompañó a Peter Gabriel en su álbum So como baterista del tema "Big Time"

## Discografía

### Álbumes de estudio
- 1980: Klark Kent: Music Madness from the Kinetic Kid (como Klark Kent)
- 1983: Rumble Fish (Original Motion Picture Soundtrack)
- 1985: The Rhythmatist
- 1986: Wall Street / Salvador (Original Motion Picture Soundtracks)
- 1988: The Equalizer and Other Cliff Hangers
- 1990: Noah's Ark (Audiobook, with James Earl Jones)
- 1994: Silent Fall Motion Picture Soundtrack
- 1994: Rapa Nui (Original Motion Picture Soundtrack)
- 1995: Kollected Works (as Klark Kent)
- 1996: The Leopard Son
- 1997: Four Days In September (Music From The Miramax Motion Picture)
- 1998: Little Boy Blue
- 1999: Simpatico (Music From The Motion Picture)
- 2004: Orchestralli (Live album)
- 2004: La Notte della Taranta
- 2007: The Stewart Copeland Anthology (Compilation)
- 2009: Music From Ben Hur Live
- 2010: Dead Like Me (Original MGM Television Soundtrack)
- 2022: Spyro

### Curved Air
- 1975 : Midnight Wire
- 1976 : Airborne

### The Police
- Outlandos d'Amour (1978)
- Reggatta de Blanc (1979)
- Zenyatta Mondatta (1980)
- Ghost in the Machine (1981)
- Synchronicity (1983)

### Colaboraciones
- 1977 : Strontium 90: Police Academy by Strontium 90
- 1982 : Acting Very Strange by Mike Rutherford
- 1986 : So by Peter Gabriel
- 1989 : Mr. Doubles by Moon on the Water
- 1989 : Animal Logic by Animal Logic
- 1991 : Animal Logic II by Animal Logic
- 2001 : The Grand Pecking Order by Oysterhead
- 2005 : Crossing Times And Continents by Eberhard Schoener & Friends - With Sting and Andy Summers
- 2017 : Gizmodrome by Gizmodrome
- 2021 : Divine Tides by Ricky Kej

## Composición musical en filmes y otros medios
Ha trabajado como compositor en los siguientes films:
- La Ley De La Calle, Rumble Fish (1983), de Francis Ford Coppola
- Marc Sánchez. (1985).
- The Rythmatist. (1985).
- Fuera de límites. (1986) Out of Bounds. De Richard Tuggle
- Wall Street, (1987) Wall Street, de Oliver Stone.
- Loca aventura del matrimonio, La. (1988) She’s Having a Baby. De John Hughes
- Hablando con la muerte. (1989) Talk Radio. De Oliver Stone
- No me chilles que no te veo. (1989) See No Evil, Hear No Evil. De Arthur Hiller
- Millonario al instante. (1990) Taking Care of Business. De Arthur Hiller
- Riff Raff. (1990) Riff-Raff. De Ken Loach
- Dos chalados y un fiambre. (1990) Men at Work. De Emilio Estévez
- Agenda oculta. (1990) Hidden Agenda. De Ken Loach
- Noche del diablo, La. (1990) The First Power. De Robert Resnikoff
- Inmortales II, Los. (1991) Highlander II: The Quickening. De Russell Mulcahy
- En vuelo. (1993) Airborne. De Rob Bowman
- Gran mar de los Sargazos, El. (1993) Wide Sargasso Sea. De John Duigan
- Ladrón de bancos. (1993) Bank Robber. De Nick Mead
- Lloviendo piedras. (1993) Raining Stones. De Ken Loach
- Juego de supervivencia. (1994) Surviving the Game. De Ernest R. Dickerson
- Fresh. (1994) Fresh. De Boaz Yakin
- Decadence. (1994) Decadence. De Steven Berkoff
- Testigo en silencio, Un. (1994) Silent Fall. De Bruce Beresford
- Rapa-Nui. (1994) Rapa Nui. De Kevin Reynolds
- Chicos. (1995) Boys. De Stacy Cochran
- Mi desconocido amigo. (1996) The Pallbearer. De Matt Reeves
- Expediente clasificado. (1996) The Assassination File. De John Harrison
- Buena Hamburguesa. (1997) Good Burger. De Brian Robbins
- Little Boy Blue. (1997) Little Boy Blue. De Antonio Tibaldi
- Gridlock. (1997) Gridlock’d. De Vondie Curtis-Hall
- West Beirut. (1998) West Beyrouth. De Ziad Doueiri
- Pecker. (1998) Pecker. De John Waters
- Very Bad Things. (1998) Very Bad Things. De Peter Berg
- Caso para un novato, Un. (1998) Legalese. De Glenn Jordan
- Futuresport. (1998) Futuresport. De Ernest R. Dickerson
- Pelham uno, dos, tres. (1998) The Taking of Pelham One Two Three. De Mikel Enríquez Calvo
- Alguien como tú. (1999) She’s All That. De Robert Iscove
- Tipos duros. (1999) Made Men. De Louis Morneau
- El Show de Amanda (1999) The Amanda show Theme Song. De Dan Shneider
- Más perros que huesos (2000) More Dogs Than Bones. De Michael Browning
- Sueños de adolescente. (2000) Skipped Parts. De Tamra Davis
- Chicos y chicas. (2000) Boys and Girls. De Robert Iscove
- Sunset Strip. (2000) Sunset Strip. De Adam Collis
- Jóvenes salvajes. (2002) Deuces Wild. De Scott Kalvert

Así también realizó la composición musical de la secuela de videojuegos Spyro 1, 2 y 3 para la PlayStation, las cuales serían reutilizadas para Spyro Reignited Trilogy de PlayStation 4, Xbox One y PC. Además como última composición en un videojuego, realizó las músicas del videojuego Spyro: Enter the Dragonfly para PlayStation 2, siendo su último trabajo en la industria de videojuegos, y a la vez el último juego de Spyro que él compuso.

## Trabajo como actor
Ha trabajado como actor en la siguiente película:
- The Filth and the Fury (2000) de Julien Temple